# Иван Бездомный

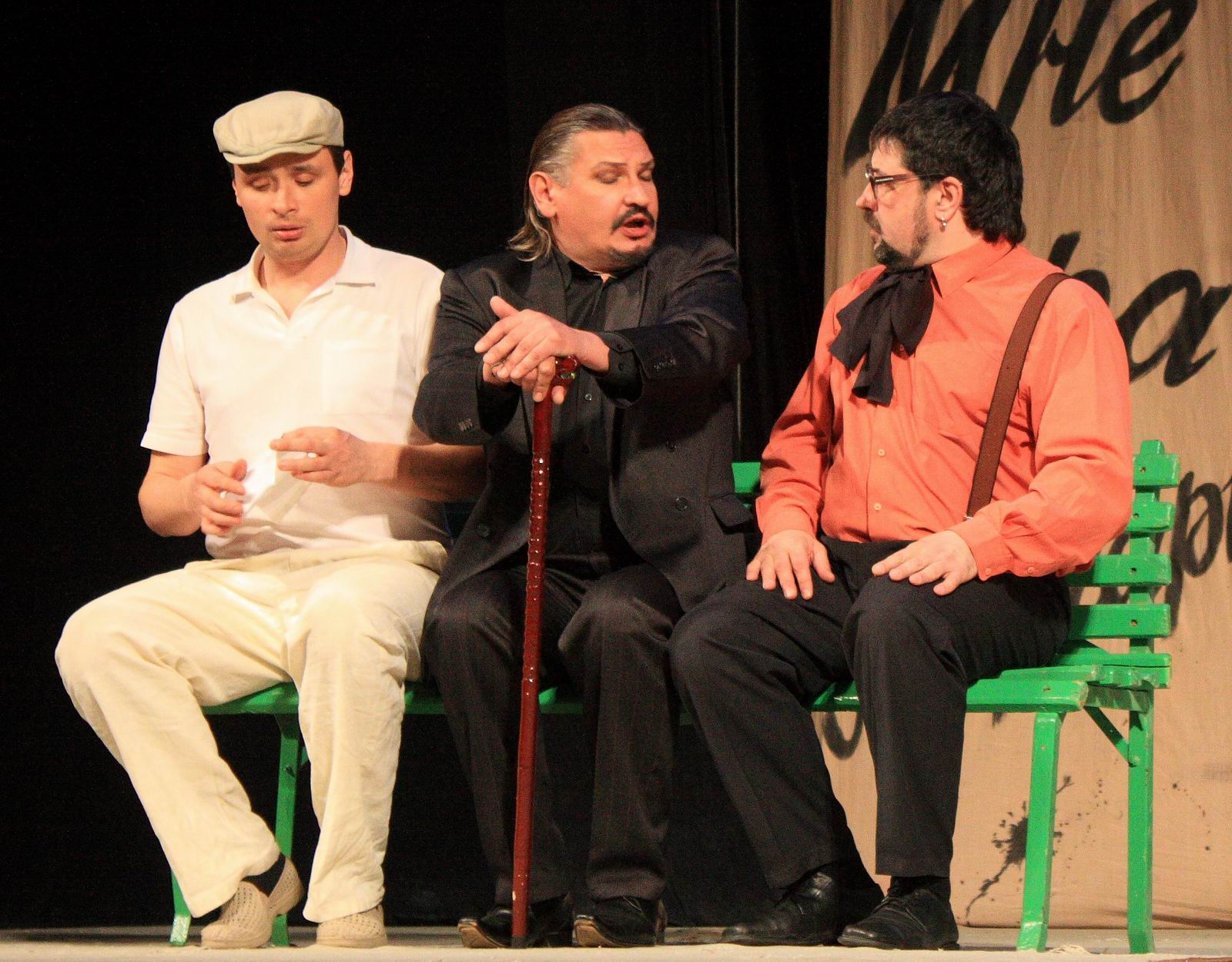
Слева направо: Иван Бездомный, профессор Воланд, Михаил Александрович Берлиоз на сцене Северодвинского театра драмы

Иван Бездомный (настоящее имя Иван Николаевич Понырёв) — персонаж романа Михаила Булгакова «Мастер и Маргарита».

## Эволюция образа
Протодиакон Андрей Кураев так описывает образовательный уровень Бездомного: «Ивану было 23 года. Значит, он родился в канун мировой войны, в школу до революции пойти не успел. Школьный его возраст приходился на годы революции, гражданской войны и разрухи. Всё его образование — начально-советское, <…> когда советская система образования ещё не сложилась, а классическая система была уже разрушена. Что с историей Иванушка был знаком плохо, показывает то, что вполне расхожие речи Берлиоза про древних богов и их взаимное сходство Иван слушает как совершеннейшее откровение. <…> Он не читал Евангелия и впервые пробует это делать в психбольнице. <…> Про композитора Берлиоза он не слыхал. О шизофрении ему предстоит получить первую информацию уже в психушке. <…> С „Фаустом“ (будь то Гёте, будь то Гуно) не знаком, <…> „Илиаду“ <…> не узнаёт и не понимает. И раз уж он был намерен Канта послать в Соловки, то ничего Иванушка не знал ни о времени жизни Канта, ни о его национальности, ни о его философии. Иностранных языков не знает».
В начале романа Бездомный — «задира-поэт», член МАССОЛИТа. Согласно описанию в первой главе романа, он «плечистый, рыжеватый, вихрастый молодой человек». Пишет антирелигиозную поэму об Иисусе Христе. Его беседой с редактором художественного журнала Берлиозом, заказавшим поэму, начинается роман. Беседа заключается в обсуждении образа Иисуса в поэме Бездомного. Иван показал в поэме реального человека, в то время как Берлиоз хотел, чтобы герой выглядел мифом. Вскоре Иван становится свидетелем смерти Берлиоза. После гибели Берлиоза и погони за Воландом Бездомный попадает в психиатрическую лечебницу, где встречается с Мастером. Тот рассказывает ему свою историю. После разговоров с Мастером Иван принимает решение перестать писать стихи.
В эпилоге Иван Николаевич Понырёв — сотрудник института истории и философии, профессор. Протодиакон Андрей Кураев уточняет место его работы: «С 1936 года Институт истории АН СССР и Институт философии АН СССР работали в одном здании по адресу Волхонка, 14. Как раз между домом Пашкова и взорванным Храмом Христа Спасителя». Также он полемизирует с теми, кто считает, что Иван Понырёв стал учёным-историком: «За семь лет пройти путь от невежественного поэта-атеиста до профессора — это из области тех чудес, которые могли иметь место только в ненавистной Булгакову Советской России. Столь стремительную карьеру в гуманитарных науках делали только товарищи, доказавшие свою исключительную преданность линии партии. Для историка такая стремительная карьера невозможна. А вот для идеолога-философа в те годы она была весьма вероятна. Нет, не историк профессор Понырёв, а философ. „Красный профессор“, „выдвиженец“. И раз он философ столь успешный, карьерный, то, значит, философ-сталинец, то есть воинствующий атеист».

## Предполагаемые прототипы
- Александр Безыменский — русский поэт[2][неавторитетный источник].
- Стентон — персонаж романа английского писателя Чарльза Метьюрина «Мельмот Скиталец»[2][неавторитетный источник].
- Поэт Иван Приблудный (Яков Овчаренко) (1905—1937), упоминаемый в «Записных книжках» Ильфа и входивший в окружение Есенина[3].
- Студент из трагедии Иоганна Гёте «Фауст»[2][неавторитетный источник].
- Также имеются все основания считать, что одним из прототипов Ивана Бездомного является современник М. А. Булгакова Демьян Бедный[4].

## Образ Ивана Бездомного в кинематографе
| Название           | Страна | Год  | Режиссёр        | В роли Ивана Бездомного |                      |
| ------------------ | ------ | ---- | --------------- | ----------------------- | -------------------- |
| Мастер             | СССР   | 1987 | Ольга Кознова   | Дмитрий Кознов          | документальный фильм |
| Мастер и Маргарита | Польша | 1988 | Мацей Войтышко  | Ян Янковский            |                      |
| Мастер и Маргарита | Россия | 1994 | Юрий Кара       | Сергей Гармаш           |                      |
| Мастер и Маргарита | Россия | 2005 | Владимир Бортко | Владислав Галкин        | телесериал           |
| Мастер и Маргарита | Россия | 2024 | Михаил Локшин   | Данил Стеклов           |                      |